# State of Grace
«State of Grace»  — песня американской певицы Тейлор Свифт, с её четвёртого студийного альбома Red. Песня была выпущена 16 октября 2012 года за неделю до выхода альбома в качестве четвёртого промосингла, единственного не изданного потом в качестве сингла. Песню написала сама Тейлор, а продюсировали Нейтан Чапман и Тейлор. Это песня в стиле арена-рок, которая сравнивалась с музыкой таких рок-групп, как U2, Muse и the Cranberries.
После выхода «State of Grace» получила всеобщее признание музыкальных критиков, была удостоена золотого сертификата Ассоциации звукозаписывающей индустрии Америки за тираж более 500 000 единиц.
Свифт выпустила перезаписанную версию песни «State of Grace» с подзаголовком «Taylor’s Version» в рамках своего перезаписанного альбома Red (Taylor’s Version) (2021). В итоге «State of Grace (Taylor’s Version)» вошла в топ-10 чартов синглов в Ирландии, Канаде и Сингапуре и в топ-20 в Новой Зеландии, Великобритании и США.

## История
Во время превью песни в программе Good Morning America на канале ABC Свифт описала её так: «Я написала эту песню о том, когда вы впервые влюбляетесь в кого-то — о возможностях, о том, как думать о различных путях, которыми это могло бы развиться. Это действительно большой звук. Для меня это звучит как чувство эпической влюбленности».
С 24 сентября 2012 года для продвижения Red Свифт выпускала в iTunes Store по одному треку каждую неделю до даты выхода альбома 22 октября в рамках четырёхнедельного обратного отсчета. Песня «State of Grace» была выпущена в качестве последнего промосингла с альбома Red 16 октября на последней неделе обратного отсчета.
6 августа 2021 года Свифт объявила, что перезаписанная версия «State of Grace» под названием «State of Grace (Taylor’s Version)» будет включена в качестве первого трека в её второй перезаписанный альбом с таким же названием, который вышел 12 ноября 2021 года на Republic Records. Акустическая версия была включена отдельно в качестве двадцатого трека этого альбома.
Свифт опубликовала официальный трек-лист перезаписанного альбома 6 августа 2021 года.

## Композиция

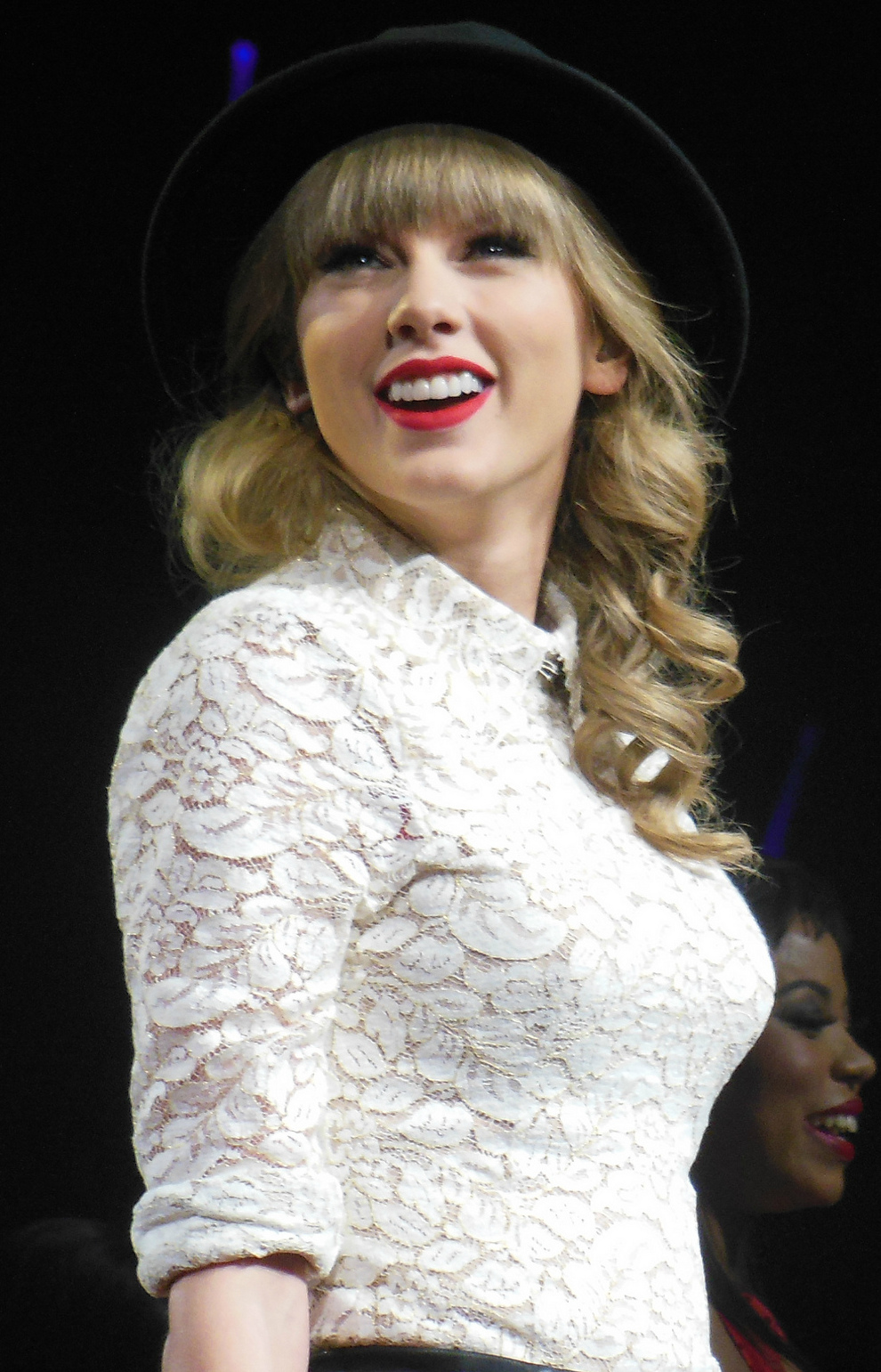
Свифт на туре the Red Tour (2013), где она исполнила «State of Grace»

Песня «State of Grace» открывает альбом Red. Это арена-рок-песня с гимноподобным исполнением, которую поддерживают звонкие гитары и динамичные ударные. Музыкальные журналисты отметили, что рок-исполнение песни отличается от кантри-поп звучания предыдущих альбомов Свифт, указав в качестве возможного влияния ирландскую рок-группу U2. Профессор музыки Джеймс Перон сказал, что «State of Grace» напоминает студенческий рок 1980-х годов, а Марк Хоган из Spin и Рэндалл Робертс из Los Angeles Times сравнили стиль песни с альбомом U2 The Joshua Tree (1987).
Лив Спенсер в книге о раннем творчестве певицы отметил, что в этом треке «В инструментах она выбрала „действительно мощный звук“, который вызывает „чувство эпической влюбленности“».
Лирически песня соответствует романтической тематике Свифт и рассказывает о бурных чувствах, вызванных первыми проявлениями любви. В песне используются акустическая обратная связь и реверберация для гитар, а Свифт поёт громко и с удлиненными слогами. Во втором куплете бас останавливается на мгновение, и она поёт: «Мы одни, только ты и я / В твоей комнате, и наши листы чисты». Темп песни ускоряется по мере того, как Свифт поёт, а на заднем плане звучат барабаны и гитары. По словам Грейди Смита из журнала Entertainment Weekly, вопреки обычному замысловатому повествованию Свифт, «State of Grace» делает большой акцент на постановке, продакшне. Смит написал, что экспансивное звучание представляет тему песни о «рассветном чувстве торжествующего чуда, которое сопровождает любовь».
«В христианстве состояние благодати — это состояние божественного прощения и безусловной любви», — отметил Лив Спенсер в своей книге, и продолжил: «Этот вступительный трек представляет двух несовершенных людей (христианский подтекст подразумевает, что один из них „не святой“), которые находят искупление не в Божьей любви, а друг в друге» .
Несколько критиков отметили зрелость в тексте песни Свифт «State of Grace»; Хоган считает лирику воодушевляющей, потому что она не стремится отомстить за неудавшиеся отношения в строках «И я никогда не буду прежним» («And I’ll never be the same»). В рецензии для The Atlantic, Брэд Нельсон сказал, что Свифт привнесла в повествование больше нюансов, чем в её предыдущие песни о любви, и после клишированных текстов о любви. «Мы влюбляемся, пока не станет больно, или не истечёт кровью, или не исчезнет со временем» — пишет она во втором куплете: «Мы одни, только ты и я / В твоей комнате, и наши листы чисты / Просто двойные огненные знаки / четыре голубых глаза», используя «детали, которые отделяются от повествования и простираются над ним, как облака», напоминая Нельсону работу авторов группы Steely Dan Уолтера Беккера и Дональда Фейгена. Песня завершается текстом «Любовь — безжалостная игра, / если ты не играешь честно и по правилам», который задаёт тон альбому о сложных чувствах, возникающих после потерянной романтики и любви.

## Отзывы
Песня получила признание музыкальных критиков и обозревателей, назвавших её одной из лучших и на альбоме и во всей дискографии Свифт. Марк Хоган из Spin оценил постановку как «брутально эффектную», а Огюст Браун из Los Angeles Times сказал, что этот трек является самой яркой и многообещающей песней Red. Адам Грэм из The Detroit News похвалил текст песни Свифт за создание «моментов интимности в бурлящем звуке», что продемонстрировало новый аспект её артистизма. Джейсон Липшутц из Billboard прокомментировал «захватывающую эмоциональность» песни и назвал её смелым экспериментом Свифт с арена-роком.
В журнале Entertainment Weekly отметили звучание песни в стиле брит-рока и влияние рок-группы U2, написав, «эфирные гитары и угрюмые обертоны звучат поверх динамичного среднего темпа барабанного ритма, когда она исполняет лирику, которую вы можете представить будто поёт Боно: „Это ощущение благодати / Это — достойная битва / Любовь — безжалостная игра“».
Майкл Роббинс из Spin выбрал «State of Grace» как одну из песен альбома, которая «ложится как поп-пунш, усиленный профессионалами». Рэндалл Робертс из Los Angeles Times назвал песню свидетельством экспериментов Свифт за пределами кантри-музыки на Red. Робертс похвалил трек, но сказал, что эксперименты делают Свифт «просто шифром для музыки, которая её окружает». Джонатан Киф из Slant Magazine был разочарован повторяющимися ударными и гитарами в песне, потому что она ставит во главу угла музыкальные эксперименты, но не демонстрирует способности Свифт к написанию песен.
Ретроспективные отзывы о «State of Grace» также были весьма положительными, и некоторые критики назвали её одной из лучших песен Свифт. В рецензии на Red, написанной в 2019 году для Pitchfork, Брэд Нельсон написал, что «State of Grace», спродюсированная давним соавтором Свифт — Чапманом, является примером её растущей универсальности за пределами жанра кантри. Джордан Сарджент из Spin описал её как «тематически совершенную музыкальную композицию, неторопливую, словно для того, чтобы замариновать момент, но в то же время мимолетно эпическую». В 2017 году сотрудники редакции журнала Billboard включили песню в свой список «100 Best Deep Cuts by 21st Century Pop Stars», назвав построенное на арена-рок исполнение «треком, совершенно не похожим ни на что в каталоге Свифт». Ханна Майлри из NME, Джейн Сонг из Paste и Нейт Джонс из New York включили трек в список 10 лучших песен в каталоге Свифт, отметив арена-роковое звучание, которое Свифт с тех пор не воссоздавала. В 2020 году в журнале NME, оценивая 161 песню Свифт поместили «State of Grace» на восьмую строчку в своем списке, описав эту песню как стадионный гимн.

## Коммерческий приём
С выходом альбома Red песня дебютировала 3 ноября 2012 года в основном американском хит-параде Billboard Hot 100 на 13-й строчке, а в цифровом чарте Digital Song Sales на 2-месте. Также песня была на 9-м месте в канадском чарте Canadian Hot 100 и на 2-м месте в Hot Canada Digital Song Sales. Песня попала в хит-парады Австралии (44-е место), Ирландии (43), Великобритании (36) и Новой Зеландии (20). В США песня получила золотую сертификацию RIAA за тираж более 500000 альбомных эквивалентных единиц, включая продажи и стриминг.

## Концертные исполнения
Свифт впервые исполнила эту песню вживую 15 ноября 2012 года во время второго сезона американской версии телевизионного музыкального шоу талантов The X Factor. Свифт также исполнила песню во время концерта Z100 Jingle Ball, прошедшем в Madison Square Garden. Она также служила открывающей песней во время её концертного тура Red Tour. Она сыграла эту песню как песню-сюрприз на своем Reputation Stadium Tour во время первого выступления в Ландовере.
Свифт снова исполнила песню как фортепианную балладу на концерте 18 марта 2023 года в Глендейле (штат Аризона), в рамках the Eras Tour.

## Участники записи
«State of Grace» (2012).
- Тейлор Свифт — вокал, автор, продюсер
- Нейтан Чепмен — продюсер, гитара
- Джастин Найбанк — микширование
- Брайан Дэвид Уиллис — звукоинженер
- Чед Карлсон — звукоинженер
- Мэтт Рауш — звукоинженер
- Хэнк Уильямс — мастеринг
- Drew Bollman — помощник по микшированию
- Леланд Эллиотт — помощник звукоинженера
- Ник Буда — ударные
- Эрик Даркен — перкуссия

«State of Grace (Taylor’s Version)» (2021)
- Тейлор Свифт — ведущий вокал, бэк-вокал, автор песен
- Кристофер Роу — вокальный инженер, продюсер
- Дэвид Пэйн — инженер звукозаписи
- Дэн Бернс — дополнительный звукоинженер
- Остин Браун — помощник звукоинженера, помощник редактора
- Брайс Бордон — звукоинженер
- Дерек Гартен — звукоинженер, редактор
- Сербан Генеа — микширование
- Амос Хеллер — бас-гитара
- Мэтт Биллингслеа — барабаны, перкуссия, вибрафон
- Макс Бернштейн — электрогитара
- Майк Медоуз — электрогитара, синтезаторы
- Пол Сидоти — электрогитара
- Джонатан Юдкин — струнные

## Список треков
- Цифровые загрузки[48]

1. «State of Grace» — 4:55

## Позиции в чартах
| Чарты (2012)                        | Высшая позиция |
| ----------------------------------- | -------------- |
| Австралия (ARIA)                    | 44             |
| Канада (Billboard Canadian Hot 100) | 9              |
| Ирландия (IRMA)                     | 43             |
| Новая Зеландия (Recorded Music NZ)  | 20             |
| Великобритания (UK Singles Chart)   | 36             |
| США (Billboard Hot 100)             | 13             |

| Чарты (2021)                        | Высшая позиция |
| ----------------------------------- | -------------- |
| Австралия (ARIA)                    | 25             |
| Канада (Billboard Canadian Hot 100) | 9              |
| Мир (Billboard Global 200)          | 12             |
| Ирландия (IRMA)                     | 7              |
| Новая Зеландия (Recorded Music NZ)  | 12             |
| Португалия (AFP)                    | 89             |
| Сингапур (RIAS)                     | 10             |
| ЮАР (RISA)                          | 77             |
| Великобритания (UK Singles Chart)   | 18             |
| США (Billboard Hot 100)             | 18             |

## Сертификации
| Регион                                                                      | Сертификация | Продажи |
| --------------------------------------------------------------------------- | ------------ | ------- |
| США (RIAA)                                                                  | Золотой      | 500 000 |
| Данные о продажах + прослушиваниях приведены только на основе сертификации. |              |         |